# Vectorboson

Feynmandiagram van de fusie van twee vectorbosonen q tot een Higgs-boson

Een vectorboson is een boson met een spin gelijk aan een eenheid van {\displaystyle \hbar }, de constante van Planck gedeeld door {\displaystyle 2\pi }. In de elementaire deeltjesfysica zijn alle vectorbosonen die tot de fundamentele deeltjes worden gerekend ijkbosonen. Er zijn drie types vectorbosonen:
- Het foton als drager van de elektromagnetische kracht
- Het intermediair vectorboson als drager van de zwakke kernkracht
- Het gluon als drager van de sterke kernkracht

Drie verschillende vectorbosonen dragen de zwakke kernkracht: de twee W-bosonen {\displaystyle W^{\pm }} en het neutrale Z-boson. Er zijn acht verschillende gluonen.
Hoewel het foton en het gluon geen massa hebben, hebben de ijkbosonen van de zwakke kernkracht een massa vanwege het Higgs-mechanisme.
Het graviton, drager van de zwaartekracht, heeft spin 2 en is daarom strikt genomen geen vectorboson maar een tensorboson.